# 安東省
安東省（あんとうしょう）は、中華民国にかつて存在した省。

## 管轄区域
安東省は東九省中で最も面積が小さい省である。丘陵地及び山地を主とする地勢であり、南部沿岸部には平原が広がる。省中部は長白山地が広がる。省内は鴨緑江が流れ、水力発電の重要な拠点とされた。

## 行政区沿革
清代は奉天将軍の所轄地とされ、1907年（光緒33年）に奉天省が設置されその管轄下に置かれた。1929年（民国18年）に奉天省は遼寧省と改称されたが、1932年（大同元年）に満洲国が成立すると奉天省に改編されている。
安東省の名称が初めて登場したのは満洲国時代の1934年（康徳元年）12月1日であるが、その後の行政区改革により安東省と通化省に分割されている。
満洲国が崩壊すると1945年（民国34年）9月4日、国民政府は安東省長を任命、1947年（民国36年）、東北9省の行政区画が公布されると満洲国の安東省及び通化省を統合し、中華民国安東省が成立、省会は通化市に設置された。
しかし国共内戦により省域の大部分が中国共産党の実効支配下に置かれていた安東省ではその地方行政制度の施行は限定されるものであり、その大部分には共産党により安東省が設置されている。

## 行政区画
中華人民共和国成立直前の下部行政区画は2市13県。下記にそれぞれ五十音順に列記する。
- 市
  - 安東市
  - 通化市
- 県
  - 桓仁県
  - 寛甸県
  - 輝南県
  - 孤山県
  - 輯安県
  - 岫岩県
  - 荘河県
  - 長白県
  - 撫松県
  - 鳳城県
  - 濛江県
  - 柳河県
  - 臨江県